# Associazione Calcio Napoli 1937-1938
Questa voce raccoglie le informazioni riguardanti l'Associazione Calcio Napoli nelle competizioni ufficiali della stagione 1937-1938.

## Stagione
La stagione 1937-1938 del Napoli è la 9ª stagione in Serie A e la 12ª complessiva in massima serie.

## Divise
| Prima divisa | Divisa portiere |

## Organigramma societario
- Presidente: Achille Lauro
- Allenatore: Angelo Mattea poi Eugen Payer

## Rosa
| N. |                    | Ruolo | Calciatore         |
| -- | ------------------ | ----- | ------------------ |
|    | Italia (bandiera)  | P     | Vittorio Mosele    |
|    | Italia (bandiera)  | P     | Arnaldo Sentimenti |
|    | Italia (bandiera)  | D     | Luigi Castello     |
|    | Italia (bandiera)  | D     | Dino Da Caprile    |
|    | Italia (bandiera)  | D     | Giuseppe Fenoglio  |
|    | Italia (bandiera)  | D     | Mario Pretto       |
|    | Uruguay (bandiera) | D     | Nicolás Riccardi   |
|    | Italia (bandiera)  | D     | Corrado Tamietti   |
|    | Italia (bandiera)  | D     | Silverio Tricoli   |
|    | Italia (bandiera)  | C     | Carlo Biagi        |

| N. |                   | Ruolo | Calciatore        |
| -- | ----------------- | ----- | ----------------- |
|    | Italia (bandiera) | C     | Carlo Buscaglia   |
|    | Italia (bandiera) | C     | Giacomo Busiello  |
|    | Italia (bandiera) | C     | Guglielmo Glovi   |
|    | Italia (bandiera) | C     | Filippo Prato     |
|    | Italia (bandiera) | C     | Dino Poggi        |
|    | Italia (bandiera) | A     | Giuseppe Gerbi    |
|    | Italia (bandiera) | A     | Germano Mian      |
|    | Italia (bandiera) | A     | Nicolò Nicolosi   |
|    | Italia (bandiera) | A     | Nereo Rocco       |
|    | Italia (bandiera) | A     | Giovanni Venditto |

## Risultati

### Serie A

#### Girone di andata
| Arbitro: | Dattilo (Roma) |

|                            |           |                     |
| Sansone 25’ Maini 28’, 41’ | Marcatori | 36’ Prato 89’ Glovi |

| Arbitro: | Gianelli (Genova) |

|                         |           |  |
| Mian 33’, 42’ Gerbi 47’ | Marcatori |  |

| Arbitro: | Scotto (Savona) |

|                              |           |           |
| Michelini 49’ Mascheroni 89’ | Marcatori | 69’ Gerbi |

| Arbitro: | Scarpi (Dolo) |

|          |           |           |
| Mian 48’ | Marcatori | 71’ Capra |

| Arbitro: | Salvatori (Roma) |

|                         |           |           |
| Borel 40’, 90+4’ (rig.) | Marcatori | 44’ Prato |

| Arbitro: | Scotto (Savona) |

|                                 |           |  |
| Nicolosi 23’ Mian 56’ Biagi 71’ | Marcatori |  |

| Arbitro: | Galeati (Bologna) |

|                                |           |              |
| Meazza 30’ Castello 75’ (aut.) | Marcatori | 34’ Nicolosi |

| Arbitro: | Mastellari (Bologna) |

|                    |           |  |
| Pomponi 54’ (rig.) | Marcatori |  |

| Arbitro: | Scorzoni (Bologna) |

|                     |           |                            |
| Glovi 21’ Rocco 40’ | Marcatori | 7’ Servetti 33’ Scarabello |

| Arbitro: | Bertolio (Torino) |

|                        |           |  |
| Bonomi 46’, 59’ (rig.) | Marcatori |  |

| Arbitro: | Ciamberlini (Genova) |

|              |           |  |
| Venditto 71’ | Marcatori |  |

| Arbitro: | Barlassina (Novara) |

|                             |           |                       |
| Cappellini 27’ Andreoli 67’ | Marcatori | 14’ Mian 32’ Venditto |

| Arbitro: | Conticini (Firenze) |

|                          |           |                                  |
| Gerbi 35’, 47’ Glovi 88’ | Marcatori | 46’ (aut.) Buscaglia 90’ Bollano |

| Arbitro: | Curradi (Firenze) |

|                        |           |           |
| Duè 20’, 82’ Cason 61’ | Marcatori | 55’ Gerbi |

| Arbitro: | Dattilo (Roma) |

|           |           |            |
| Gerbi 24’ | Marcatori | 76’ Gallea |

#### Girone di ritorno
| Arbitro: | Bertolio (Torino) |

|          |           |           |
| Mian 80’ | Marcatori | 14’ Maini |

| Arbitro: | Saracini (Ancona) |

|                             |           |  |
| Chizzo 9’ Pasinati 66’, 85’ | Marcatori |  |

| Arbitro: | Pizziolo (Firenze) |

|                                 |           |                            |
| Frisoni 67’ (aut.) Venditto 73’ | Marcatori | 9’ Borsetti 47’ Mascheroni |

| Arbitro: | Moretti (Genova) |

|                                  |           |                      |
| Boffi 39’, 59’ Arnoni 54’ (rig.) | Marcatori | 69’ (rig.) Buscaglia |

| Arbitro: | Scarpi (Dolo) |

|           |           |             |
| Prato 55’ | Marcatori | 35’ Gabetto |

| Firenze 20 febbraio 1938 21ª giornata | Fiorentina | 1 – 3 referto | Napoli |  |

| Napoli 27 febbraio 1938 22ª giornata | Napoli | 1 – 1 referto | Ambrosiana-Inter | Stadio Partenopeo |

| Napoli 6 marzo 1938 23ª giornata | Napoli | 1 – 1 referto | Livorno | Stadio Partenopeo |

| Genova 13 marzo 1938 24ª giornata | Genova 1893 | 2 – 1 referto | Napoli |  |

| Napoli 20 marzo 1938 25ª giornata | Napoli | 1 – 0 referto | Atalanta | Stadio Partenopeo |

| Roma 27 marzo 1938 26ª giornata | Lazio | 0 – 0 referto | Napoli |  |

| Napoli 3 aprile 1938 27ª giornata | Napoli | 2 – 1 referto | Lucchese | Stadio Partenopeo |

| Genova 10 aprile 1938 28ª giornata | Liguria | 0 – 0 referto | Napoli |  |

| Napoli 17 aprile 1938 29ª giornata | Napoli | 1 – 0 referto | Bari | Stadio Partenopeo |

| Torino 24 aprile 1938 30ª giornata | Torino | 0 – 0 referto | Napoli |  |

### Coppa Italia
| Arbitro: | Candela (Genova) |

|                        |           |  |
| Riccardi 13’ Prato 60’ | Marcatori |  |

| Arbitro: | Scorzoni (Bologna) |

|                                                    |           |                           |
| Rocco 18’ Mian 53’ Biagi 98’ Buscaglia 100’ (rig.) | Marcatori | 1’ Borsetti 50’ Michelini |

| Arbitro: | Zelocchi (Modena) |

|  |           |                       |
|  | Marcatori | 11’ Meazza 22’ Frossi |

## Statistiche

### Statistiche di squadra
| Competizione | Punti | In casa | In casa | In casa | In casa | In casa | In casa | In trasferta | In trasferta | In trasferta | In trasferta | In trasferta | In trasferta | Totale | Totale | Totale | Totale | Totale | Totale | DR |
| Competizione | Punti | G       | V       | N       | P       | Gf      | Gs      | G            | V            | N            | P            | Gf           | Gs           | G      | V      | N      | P      | Gf     | Gs     | DR |
| ------------ | ----- | ------- | ------- | ------- | ------- | ------- | ------- | ------------ | ------------ | ------------ | ------------ | ------------ | ------------ | ------ | ------ | ------ | ------ | ------ | ------ | -- |
| Serie A      | 28    | 15      | 7       | 8       | 0       | 24      | 13      | 15           | 1            | 4            | 10           | 13           | 26           | 30     | 8      | 12     | 10     | 37     | 39     | -2 |
| Coppa Italia |       | 3       | 2       | 0       | 1       | 6       | 4       | -            | -            | -            | -            | -            | -            | 3      | 2      | 0      | 1      | 6      | 4      | +2 |
| Totale       |       | 18      | 9       | 8       | 1       | 30      | 17      | 15           | 1            | 4            | 10           | 13           | 26           | 33     | 10     | 12     | 11     | 43     | 43     | 0  |

### Statistiche dei giocatori
| Giocatore     | Serie A  | Serie A | Coppa Italia | Coppa Italia | Totale   | Totale |
| Giocatore     | Presenze | Reti    | Presenze     | Reti         | Presenze | Reti   |
| ------------- | -------- | ------- | ------------ | ------------ | -------- | ------ |
| C. Biagi      | 17       | 2       | 3            | 1            | 20       | 3      |
| C. Buscaglia  | 27       | 3       | 3            | 1            | 30       | 4      |
| L. Castello   | 25       | 0       | -            | -            | 25       | 0      |
| D. Da Caprile | 2        | 0       | 1            | 0            | 3        | 0      |
| G. Fenoglio   | 27       | 0       | 2            | 0            | 29       | 0      |
| G. Gerbi      | 14       | 8       | 1            | 0            | 15       | 8      |
| G. Glovi      | 18       | 3       | 2            | 0            | 20       | 3      |
| G. Guerini    | 1        | 0       | -            | -            | 1        | 0      |
| G. Mian       | 30       | 7       | 3            | 1            | 33       | 8      |
| V. Mosele     | 3        | -7      | -            | -            | 3        | -7     |
| N. Nicolosi   | 9        | 2       | 1            | 0            | 10       | 2      |
| D. Poggi      | 2        | 0       | -            | -            | 2        | 0      |
| F. Prato      | 27       | 4       | 3            | 1            | 30       | 5      |
| M. Pretto     | 5        | 0       | -            | -            | 5        | 0      |
| N. Riccardi   | 28       | 0       | 3            | 1            | 31       | 1      |
| N. Rocco      | 20       | 1       | 2            | 1            | 22       | 2      |
| A. Sentimenti | 27       | -32     | 3            | -4           | 30       | -36    |
| C. Tamietti   | 10       | 0       | 1            | 0            | 11       | 0      |
| S. Tricoli    | 15       | 0       | 1            | 0            | 16       | 0      |
| G. Venditto   | 23       | 6       | 2            | 0            | 25       | 6      |
| A. Zontini    | -        | -       | 2            | 0            | 2        | 0      |